# Nidia Guenard
Pour les articles homonymes, voir Guenard.
Nidia Guenard (née le 12 mars 1979), mieux connue sous le nom simple de Nidia, est une ancienne catcheuse professionnelle, connue pour son travail à la World Wrestling Entertainment (WWE). D'une manière similaire à Maven Huffman, elle est nommée gagnante de la première saison de l'émission de téléréalité Tough Enough ; ce qui lui permet d'obtenir un contrat d'un an avec la WWE.

## Carrière
Nidia gagne un contrat avec la World Wrestling Federation après avoir été nommée gagnante de l'émission de téléréalité Tough Enough. Guenard apparaît de nombreuses fois dans lors de soirées WWF en 2001 avant d'être envoyée à la promotion de l'Ohio Valley Wrestling (OVW), avec laquelle la WWE possédait des accords concernant les nouveaux talents de la lutte professionnelle, et dans laquelle elle sera la rivale de Victoria. Nidia débute dans la branche SmackDown! le 6 juin 2002, en compagnie de The Hurricane et Jamie Noble. En janvier 2004, elle est envoyée à Raw elle s'allie avec Victoria et Stacy Keibler et elles rivalisent avec Jazz, Molly Holly, Trish Stratus et Gail Kim. Elle gagne avec Stacy Keibler et Victoria contre Molly Holly, Trish Stratus et Gail Kim.

## Biographie
En avril 2007, elle donne naissance à une fille, Lilith Fae Dal Bosco. En février 2010, Nidia commence sa carrière culinaire à la Culinary Institute LeNotre de Houston, au Texas.

## Palmarès
- World Wrestling Entertainment
  - Tough Enough[4] (avec Maven Huffman)